# کینیگاما
کینیگاما (به لاتین: Kinigama) یک منطقهٔ مسکونی در سری‌لانکا است که در استان یووا واقع شده‌است.